# Environmental Science and Pollution Research
Environmental Science and Pollution Research (ESPR) ist eine interdisziplinäre wissenschaftliche Fachzeitschrift aus dem Springer-Verlag, die ein offizielles Organ der EuCheMS-Abteilung Umweltchemie ist.